# Centro Internacional de Estudios Superiores de Comunicación para América Latina
El Centro Internacional de Estudios Superiores de Comunicación para América Latina, CIESPAL, es una organización internacional, creada por la UNESCO, que promueve el derecho a la comunicación para democratizar la sociedad a nivel regional. CIESPAL dedica sus esfuerzos a ser un centro de pensamiento y reflexión de investigadores de la comunicación en América Latina, busca capacitar a periodistas y profesionales de la comunicación y fundamentar la investigación de la comunicación en la región.
El primer director y fundador de CIESPAL fue el escritor, periodista y diplomático, Jorge Fernández; desde mayo de 2018 el cargo lo ocupa por primera vez una mujer: Gissela Dávila Cobo, quien estuvo como directora subrogante desde enero de 2018.

## Historia
CIESPAL fue creado en 1959 como un organismo internacional, de carácter regional, no gubernamental y autónomo con personería jurídica propia. A partir de la iniciativa de X Conferencia General de la UNESCO -reunida en París en 1958- se firmó un convenio tripartito el 9 de octubre de 1959 entre el Gobierno del Ecuador, la UNESCO y la Universidad Central del Ecuador.

## Objetivos
- Propiciar y ofrecer espacios para la discusión y reflexión de los temas comunicacionales que coadyuven a la actualización y capacitación  de los comunicadores latinoamericanos, desde una perspectiva de la comunicación como derecho de educación para las personas de escasos recursos.
- Incidir en la producción de conocimientos sobre la comunicación y el periodismo para aportar al pensamiento latinoamericano.
- Producir material comunicacional educativo y de reflexión en multimedia y digital, que contribuyan a la capacitación y educación de las audiencias.
- Promover sostenidamente el uso de las nuevas tecnologías de comunicación con una visión crítica.

## Organizaciones que conforman el Consejo de Administración de CIESPAL
Las organizaciones que conforman y colaboran con CIESPAL son:
- Ministerio de Relaciones Exteriores y Movilidad Humana de Ecuador.
- Secretaría de Educación Superior, Ciencia, Tecnología e Innovación de Ecuador.
- Universidad Central del Ecuador.
- Universidad de Guayaquil.
- UNESCO.
- Federación Latinoamericana de Facultades de Comunicación Social (FELAFACS).
- Organización de Estados Americanos (OEA).
- Federación Latinoamericana de Periodistas (FELAP).
- Asociación Internacional de Radiodifusión.
- Agencia Latinoamericana de Información (ALAI).
- Asociación de Televisiones Educativas y Culturales Iberoamericanas (ATEI).

## Iniciativas de CIESPAL

### Observatorio Latinoamericano de Comunicación (OLAC)
Para crear una conciencia crítica en la ciudadanía, CIESPAL creó el Observatorio Latinoamericano de Comunicación, que permite el análisis de los contenidos de los medios de información, de los que se alimenta el conocimiento de la comunidad.
El Observatorio tiene tres características: es crítico y riguroso, propositivo y pedagógico para los medios y para la ciudadanía y completamente independiente de poderes políticos, económicos, empresariales, estatales, etc.
A partir de los análisis correspondientes, se generan espacios de reflexión para socializar los resultados y contribuir al enriquecimiento del ejercicio periodístico de los propios medios, a la optimización de otros procesos comunicacionales y a la educación de las audiencias en torno a sus consumos mediáticos.

### Revista Chasqui
Revista Chasqui que abarca temas relacionados al campo de comunicación, es una iniciativa del Centro Internacional de Estudios Superiores de Comunicación para América Latina, CIESPAL, que nace en 1972. La Revista Chasqui es un espacio para el desarrollo y difusión del pensamiento crítico en torno a la relación: comunicación, cultura y política en Latinoamérica.